# Fez (stad)
Fez of Fès (Arabisch: فاس, Tamazight: ⴼⴰⵙ) is de derde grootste stad van Marokko. De stad telde in 2024 een bevolking van 1.182.963 inwoners. De stad ligt in de gelijknamige prefectuur Fez, in de regio Fès-Meknès. Fez wordt beschouwd als de culturele hoofdstad van Marokko.
Het is een van de vier "koningssteden", samen met Marrakesh, Meknes en Rabat.

## Geschiedenis

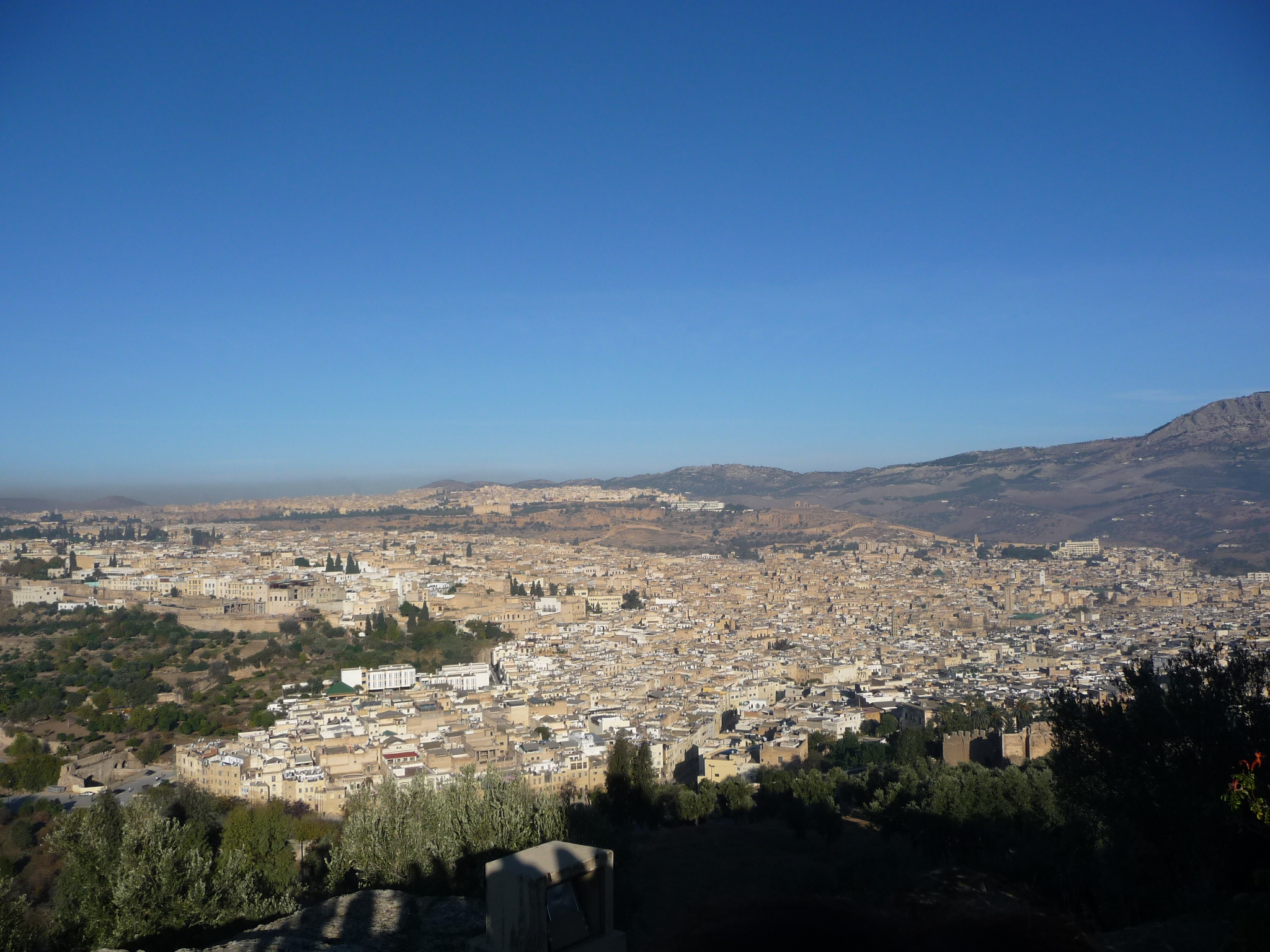
Fez

### Naam
De benaming 'Fez' (ook wel 'Faz') is een Arabisch woord dat staat voor pikhouweel waarbij verwezen wordt naar een legendeverhaal over Idriss I die een gouden-zilveren pikhouweel zou gebruikt hebben om de grenzen van Fez te omlijnen.

### Stichting en de Idrisiden
In 789 stichtte Idris I, de stamvader van de Idrisiden, een vestiging op de rechteroever van de Jawhar-rivier. Zijn zoon, Idris II, bouwde in 808 een nieuwe vestiging op de linkeroever, tegenover de bestaande plaats. Deze vestigingen zouden zich snel ontwikkelen tot twee afzonderlijke, ommuurde en autonome steden: Madinat Fez al-Bali en Adwat al Andalus. In 808 werd Walili door Fez vervangen als hoofdstad van de Idrisiden.
Om de macht van de Awraba-stamhoofden te breken, begon Idris II met het stimuleren van Arabische immigratie, vooral naar al-'Baliya en Madinat Fez. In 817 vestigden 800 Berbers-Andalusische families zich in Madinat Fas, nadat zij door de emir van Córdoba waren verbannen. In 824 kwamen 2000 Arabische families uit Kairouan, die hadden moeten vertrekken na een mislukte rebellie tegen de Aghlabiden. De twee migrantengroepen gaven hun naam aan de twee oevers waar hun nieuwe thuis gelegen was: 'Adwat Al-Andalus (Madinat Fez) en 'Adwat al-Qarawiyyin (al-'Baliya). Deze twee migratiegolven zouden Fez vanaf die vroege jaren een meer Arabische tint geven dan andere steden in dit gebied. Een belangrijk deel van de bevolking bestond ook uit Berbers, met een constante instroom van Berbers uit het omliggende platteland naar de stad toe. In de vroege jaren vooral naar Madinat Fez, later vooral naar Fes Jdid.
Na de dood van Idris II werden de gebieden verdeeld onder zijn zonen, met al-'Bali zelf dat naar zijn oudste zoon ging, Mohammed. Hierna zouden de gebieden van de Idrisiden nooit meer herenigd worden, want de prins van Fes had weinig te zeggen over de andere Idrisidenprinsen in de rest van Marokko. De zoon van Mohammed, Yahya ibn Mohammed, bouwde de Kairouyine-moskee en de bijbehorende madrassa werd ook door hem gesticht (859). Hier bevindt zich de oudste universiteit ter wereld, gesticht door Fatima El-Fihriya.
Betrekkelijk weinig is bekend van al-'Bali en Fez, wat komt door de weinige historische bronnen die we hebben uit die periode en het feit dat weinig is overgebleven van de architectuur en infrastructuur van de Idrisiden daar. De bronnen die al-'Bali noemen, beschrijven een wat rurale stad, zonder de culturele verfijning van de belangrijke steden van Al-Andalus en Ifriqiya.
In de 10e eeuw stortte de macht van de Idrisiden in elkaar. In Fes werd de macht betwist door de groeiende machtsblokken van het kalifaat Córdoba en de Fatimiden. De Fatimiden veroverden de stad in 927 en verdreven de Idrisiden, waarna hun Berberse Miknasa bondgenoten daar werden geïnstalleerd. De Miknasa werden op hun beurt in 980 verdreven door de eveneens Berberse Maghrawaden, bondgenoten van het kalifaat Cordoba. Volgens het 14e-eeuwse historische boek Rawd al-Qirtas en andere bronnen uit het Meriniden-tijdperk, was het de Maghrawaden-prins Dunas Al-Maghrawi die de open ruimtes tussen de twee medina's en de oevers van de rivier opvulde met nieuwe gebouwen. Hierdoor groeiden de twee medina's, al-'Baliya en Fez, naar elkaar toe, en werden sindsdien enkel gescheiden door hun stadswallen en de Jawhar-rivier. Het lijkt erop dat de Maghrawaden Madinat Fez kozen als centrum van hun bewind, want door hen werden er voor het eerst munten geslagen met de naam Fez. De zonen van Dunas Al-Maghrawi versterkten de stad, maar dat kon niet voorkomen dat de Berberse Almoraviden deze kon innemen in 1070.

### Gouden tijdperk en de Meriniden
Al-'Baliya en Fez werden in 1070 door de Almoraviden verenigd: de stadswallen die ze scheidden werden gesloopt, ze legden verschillende bruggen aan die de twee medina's met elkaar verbonden en nieuwe stadswallen werden aangelegd die de medina's verenigden. Onder de nieuwe heersers vond de grootste uitbreiding en renovatie van de Kairouyine-moskee plaats (tussen 1134 en 1143). Hoewel de hoofdstad onder de Almoraviden werd verplaatst naar Marrakesh en Tlemcen, verwierf Fez in deze periode een reputatie voor Maliki-rechtsleer en werd het een belangrijk centrum van handel. De Almoraviden kwamen over een groot rijk te heersen, dat zich uitstrekte van de Senegal in het zuiden tot Midden-Spanje in het noorden. Fez kreeg in dit nieuwe rijk een cruciale rol als een belangrijk station in de trans-Saharaanse goudhandel; in Fez kwamen handelsroutes uit zwart-Afrika, Ifriqiya en Al-Andalus samen.
Zoals veel Marokkaanse steden, werd Fez sterk uitgebreid door de Almohaden en werd het rurale aspect verminderd. Dit werd deels gedaan door het vestigen daar van Andalusische immigranten en het verbeteren van de infrastructuur. In het begin van de 13e eeuw braken zij de bestaande muren af en legden ze nieuwe aan, die een veel groter gebied omsloten. Deze muren bestaan nog steeds als de muren van Fez el-Bali. Onder de Almohaden groeide de stad zo snel, dat het tussen 1170 en 1180 zelfs de grootste stad ter wereld was.
In 1250 herwon Fes haar status van hoofdstad onder de Berberse Meriniden. In 1276 stichtten zij Fez Jdid (Nieuw Fez), wat hun administratieve en militaire centrum werd. Fez bereikte haar hoogtepunt onder de Meriniden. Het is in deze periode dat Fez bekend kwam te staan als belangrijk intellectueel centrum. De Meriniden bouwden de eerste onafhankelijke madrassa's in de stad. De meeste belangrijke monumenten in de medina, de residenties en publieke gebouwen stammen uit deze periode. De madrassa's zijn een hoogtepunt van de Meriniden-bouwkunst, met een typisch mengsel van Andalusische en Almohaden-tradities. Tussen 1271 en 1357 werden er zeven madrassa's neergezet in de stad, waarvan de stijl typisch is gaan worden voor Fassi-architectuur. De Joodse wijk van Fez, de mellah, werd gebouwd in 1438, vlak bij het koninklijke paleis in Fez Jdid. Eerst woonden daar vooral Joden uit Fes el-Bali (oud Fez, oftewel het oude al'Aliya en Madinat Fez), maar al snel kwamen daarbij Berberse Joden uit de Atlas-keten en Andalusische immigranten. In 1465 werd de Joodse gemeenschap vrijwel volledig uitgeroeid tijdens een grote Arabische pogrom.
Onder de Meriniden werd Fez een centrum van de Arabische Shurafa (afstammelingen van de profeet Mohammed). De Meriniden verspreidden de cultus van Idris I en moedigden het sharifisme aan, door het financieren van Shurafa families. Zij deden dit om legitimiteit te krijgen voor hun in essentie seculiere bewind; vanaf de 14e eeuw begonnen honderden families van Arabische afkomst te beweren, afstammelingen te zijn van de Profeet, vooral in Fez en het Rifgebergte. De Meriniden werden in een Arabische opstand in 1465 ten val gebracht, waarna een leider van de Shurafa aan de macht kwam in Fez. In 1474 lukte het de Berberse Wattasiden, een aan de Meriniden verwante clan, om Fes en het grootste deel van Noord-Marokko in handen te krijgen. Zij wisten tegenover de Shurafa de macht te behouden tot 1559.

### Saadi-dynastie
In 1549 werd de stad veroverd door de Arabische Saadi, maar ze konden de stad niet lang in handen houden. In 1554 viel de stad onder het bestuur van de Berberse Wattasiden. Hierna volgde de uitroeping van Marrakesh als nieuwe hoofdstad en residentie van de Arabische Saadi-dynastie. Een van de sterke rijken van de vroegmoderne tijd, het Turkse Ottomaanse Rijk, kwam na de verovering van de Algerijnse stad Oran steeds dichterbij. In 1579 kregen de Turkse Ottomanen onder sultan Murat III de stad niet in handen. Fez en andere Noord-Afrikaanse steden genoten relatief grote onafhankelijkheid. Begin 17e eeuw probeerde Ahmad al-Mansur in Marokko een stabiel rijk op te bouwen.

### Franse tijd
Nadat Moulay Hafiz in 1912 de controle over Marokko aan de Fransen had overgedragen begonnen deze, buiten de stadsmuren, vanaf 1916 het moderne Fez op te bouwen. Na het Franse protectoraat, in 1956, kende de stad een sterke uitstroom van inwoners van de omvangrijke Joodse wijk.

### Huidige tijd
Als een van de vier koningssteden is Fez een onderdeel in de meeste toeristische rondreizen door Marokko. Het goed bewaarde oude centrum, dat nu als UNESCO Werelderfgoed nog meer aandacht aan behoud en restauratie zal krijgen, trekt bezoekers. Ook zijn er diverse oude ambachten, zoals de tapijtindustrie (berbertapijten), aardewerk (van tajines tot de mozaïeken) en de oude leerindustrie.

## Verkeer en vervoer

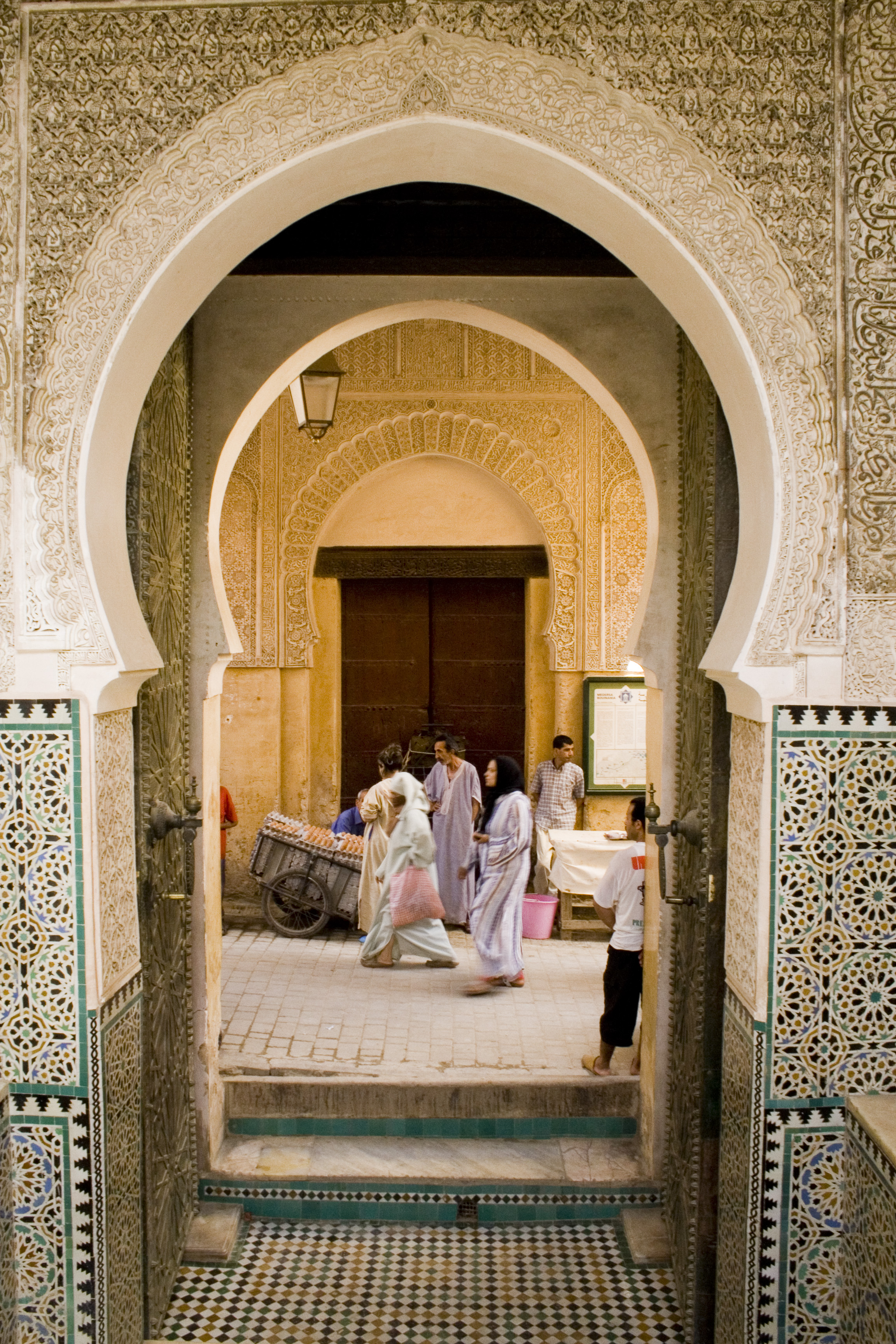
Beeld van een straat in Fez door de ingangspoort tot de madrassa.

Hoewel het oude centrum geheel autovrij is (door de zeer smalle straten is het niet eens mogelijk om per auto door dit deel van de stad te rijden) is Fez goed te bereiken. Vanaf de Atlantische kust (Casablanca, Rabat) en Meknes is er de Rabat Fez Expressway of A2. Naar het oosten loopt de A2 door naar Taza om in Oujda te eindigen. Richting noordoosten kan men naar El Hoceima en Nador. Naar het zuiden lopen twee nationale routes (N-wegen) naar Beni Mellal en verder naar Rachida en Marrakesh.
Voor een aantal van deze routes wordt gewerkt aan een (tol)-snelweg of zijn hier plannen voor.

Fez ligt vrij centraal in het spoornet van Marokko en vanaf het hoofdstation zijn er verbindingen (al dan niet met één overstap) met Marrakesh en Casablanca via Meknes en Rabat. Oujda in het oosten wordt bereikt via Taourirt. Per dag zijn er verder 4 verbindingen met Nador, waarvan 2 rechtstreeks. Ook Tanger is rechtstreeks per spoor te bereiken. Het Noord-Zuid spoornetwerk is geëlektrificeerd terwijl naar het oosten dieseltreinen rijden.

Bij de stad ligt ook het vliegveld Fes-Saiss Airport met nationale vluchten en internationale lijn- en vooral charterdiensten. Fes-Sais Airport is een lokale hub voor Ryanair die vluchten aanbiedt naar Alicante, Barcelona, Bologna, Brussel-Charleroi, Düsseldorf (Weeze), Frankfurt-Hahn, Londen-Stansted en Eindhoven.
Er zijn plannen om in navolging van Rabat en Casablanca een lightrailsysteem aan te leggen voor beter openbaar vervoer in de stad.

## Sport
Meervoudig landskampioen Maghreb Fez is de belangrijkste voetbalclub van Fez. De club speelt haar thuiswedstrijden in het Complexe sportif de Fès.

## Economie

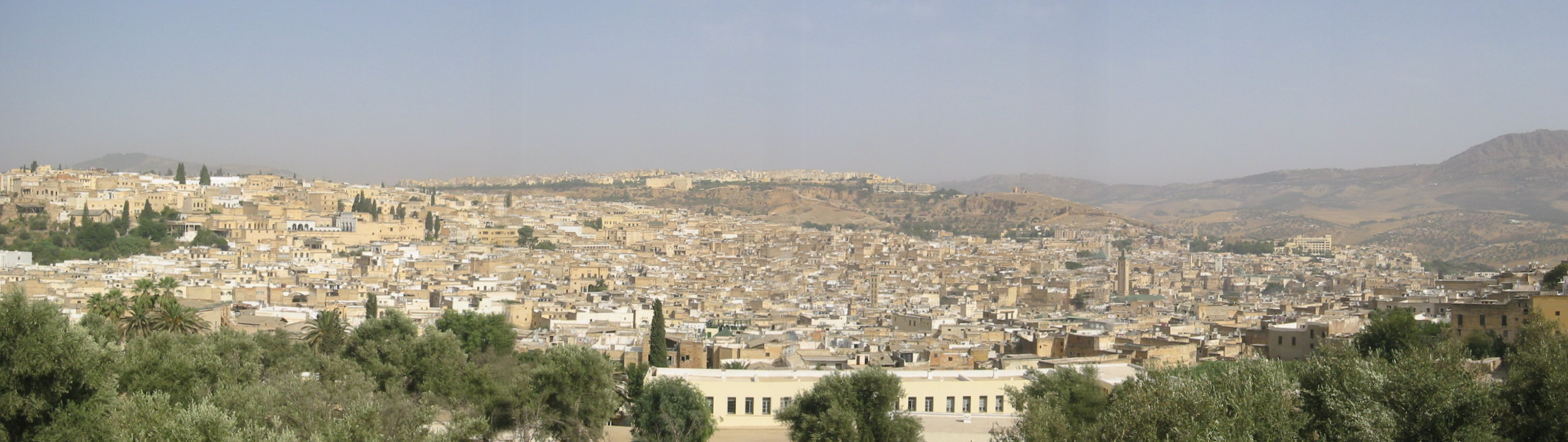
Panoramafoto van Fez

Fez trekt, als een van de vier zogenaamde Koningssteden, toeristen. Vooral de oude medina uit 1200 is een toeristische trekpleister die aan veel mensen werk biedt. Daarnaast is Fez bekend door zijn ambachtelijke leer- en tapijtindustrie. Ook andere ambachten worden al eeuwenlang uitgevoerd in de stad, zoals het maken van mozaïeken en keramiek. Ook is er een levendige koper-, goud- en zilverhandel. De omgeving van Fez is vruchtbaar en boeren uit de regio verkopen dan ook hun groente en fruit in de stad. Fez geniet bekendheid als 'culinaire hoofdstad' van Marokko.

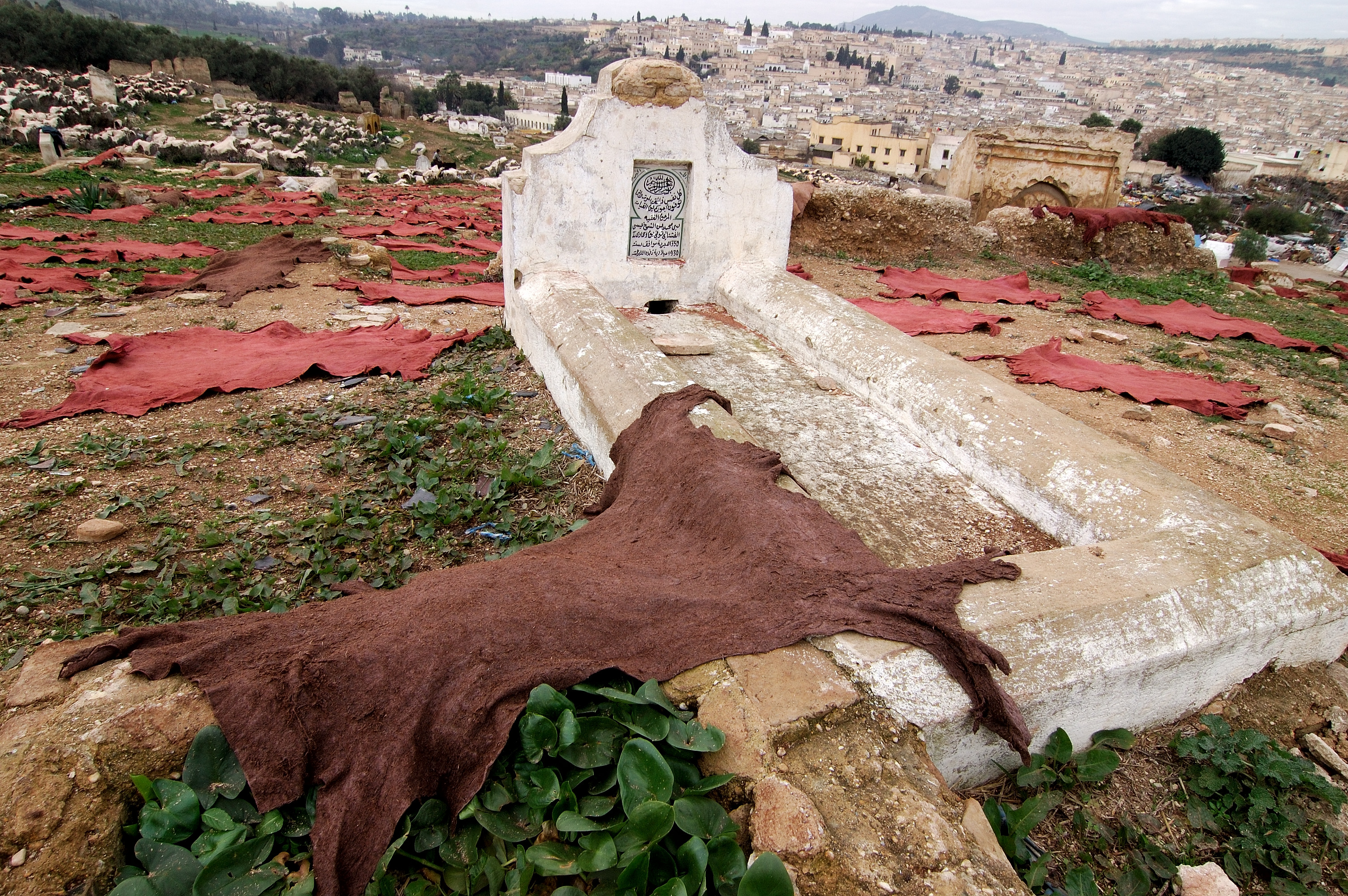
Leren huiden worden gekleurd
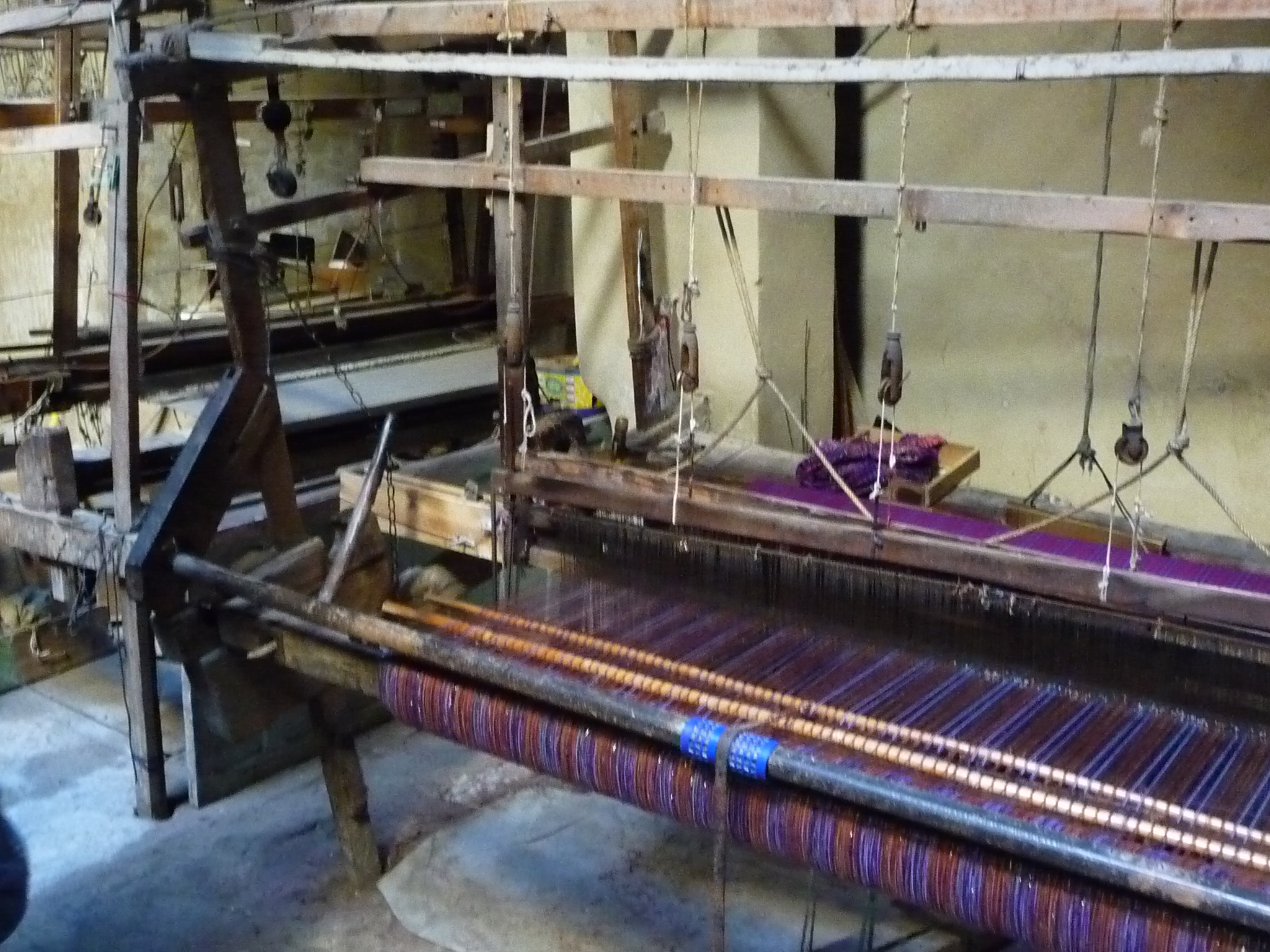
Weefgetouw voor tapijten
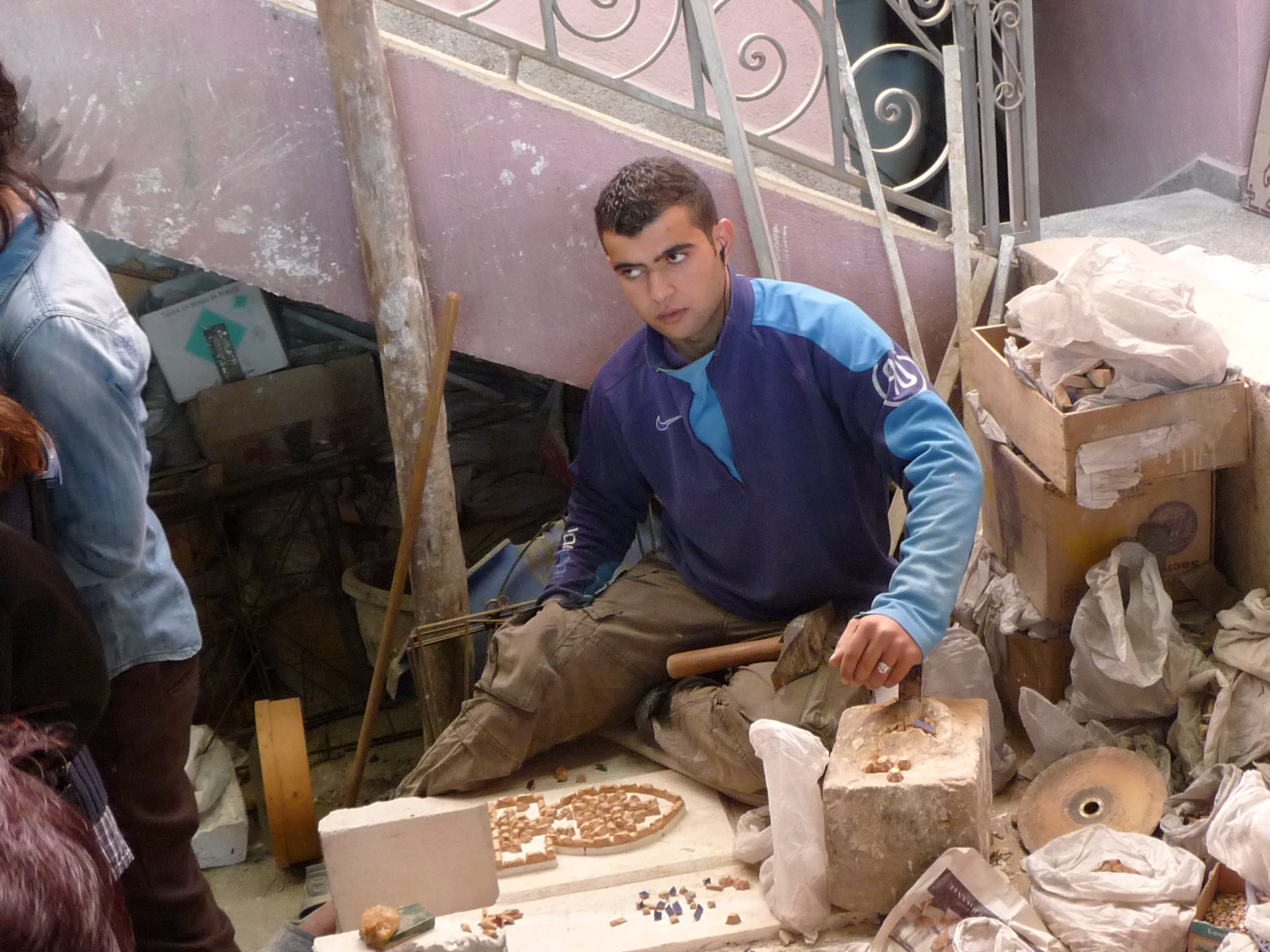
Mozaïek in Fez
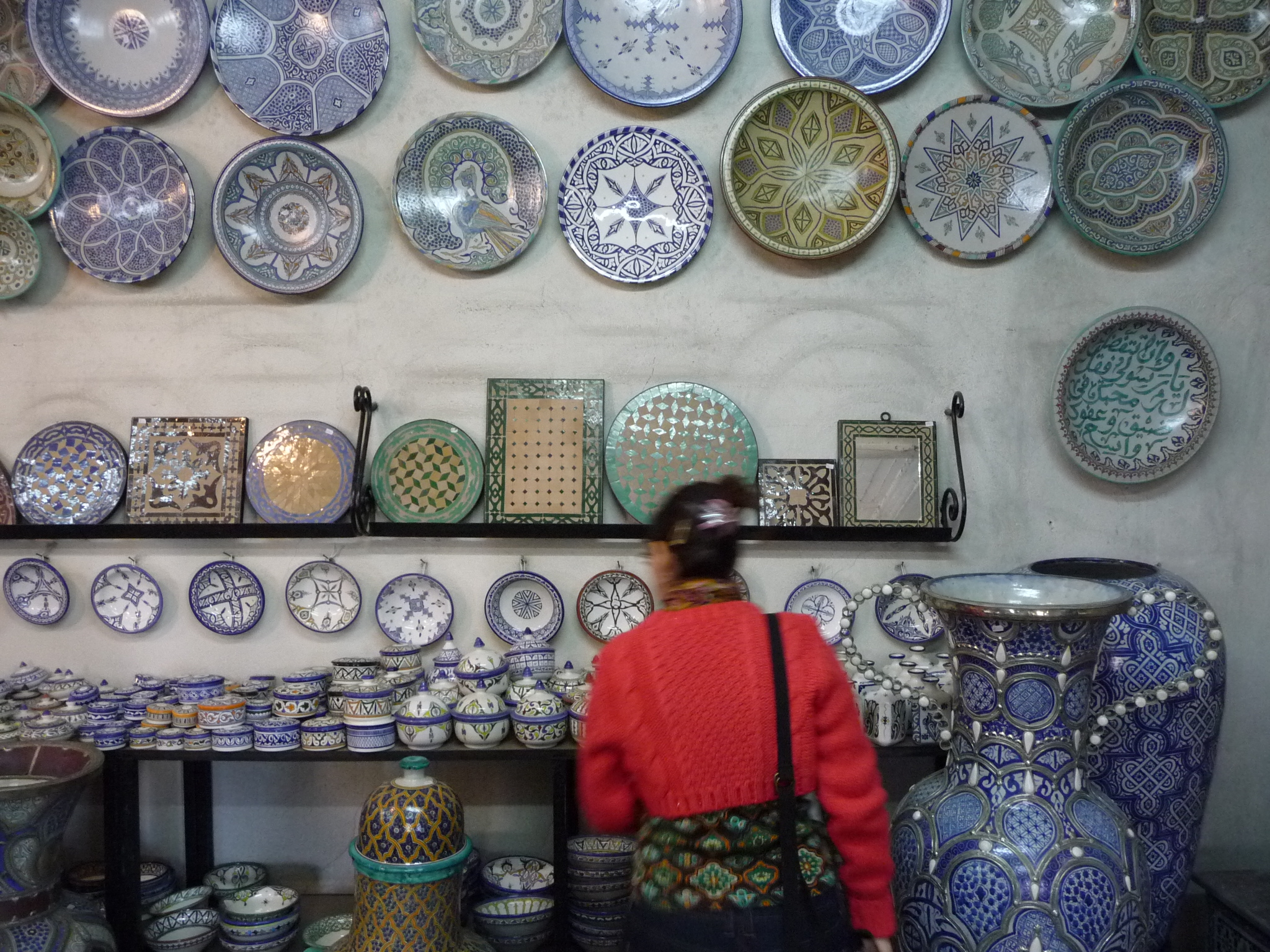
Keramiek
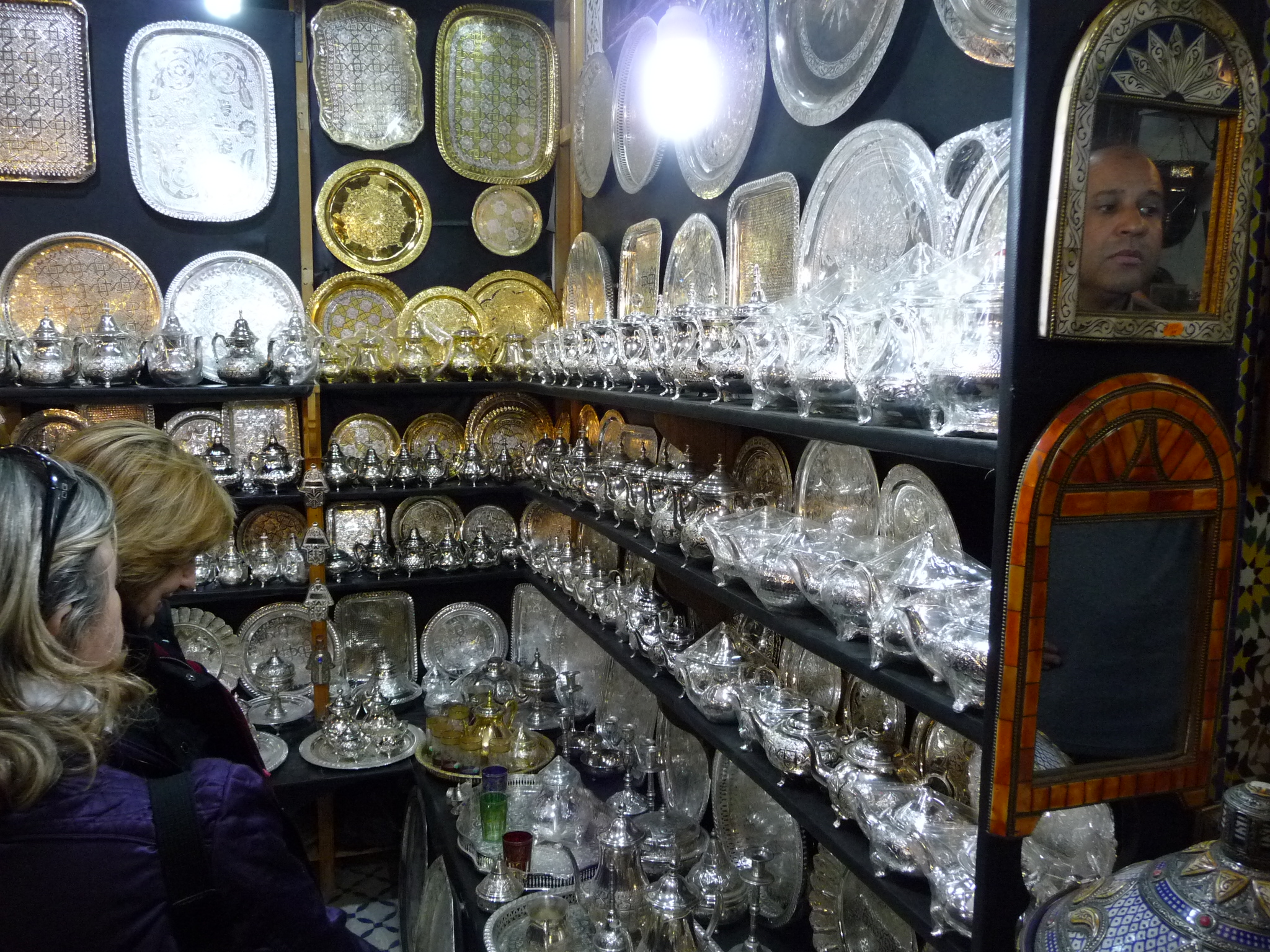
Goud- en zilverwerk
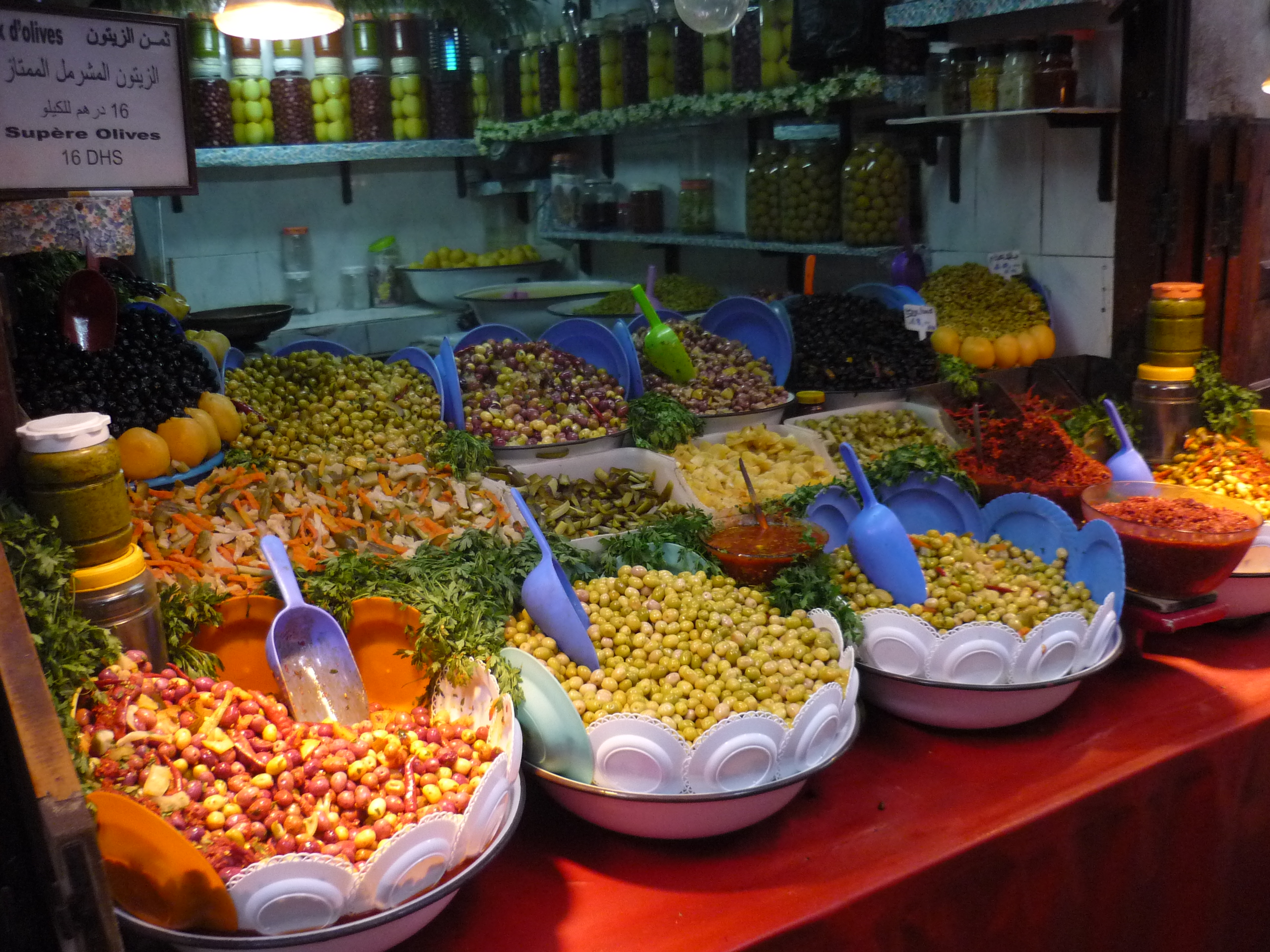
Groente- en fruit in Fez

## Stedenbanden
- Antwerpen (België), sinds 2000
- Bobo Dioulasso (Burkina Faso), sinds 2003
- Coimbra (Portugal)[23]
- Córdoba (Spanje), sinds 1982
- Florence (Italië), sinds 1961
- İzmir (Turkije), sinds 1995[24]
- Jeruzalem (Palestijnen), sinds 1982 (De stedenband was aangegaan met de Palestijnse Autoriteit, en de stad is aangeduid als "Al-Quds")[25]
- Kairouan (Tunesië), sinds 1965
- Krakau (Polen)
- Lahore (Pakistan)
- Montpellier (Frankrijk), sinds 1961
- Puebla (Mexico)
- Saint-Étienne (Frankrijk), sinds 2006
- Saint Louis (Senegal), sinds 1979
- Straatsburg (Frankrijk), sinds 1961
- Suwon (Zuid-Korea), sinds 2003

## Geboren
- Ahmad I al-Mansur (1547-1603), van 1578 tot aan zijn dood in 1603 sultan van de Saadidynastie
- Samuel Pallache (ca. 1550-1616), Joods-Marokkaanse koopman, diplomaat en kaper
- Abd el Aziz van Marokko (1881-1943), sultan
- Mohammed ben Aarafa (1889-1976), ver familielid van de Sultan Mohammed V van Marokko
- Mohammed V (1909-1961), sultan van Marokko van 1927 tot 1953
- Azzedine Laraki (1929-2010), politicus
- Abdelhadi Boutaleb (1923-2009), verzetsstrijder en politicus
- Hamid Lahbabi (1937), advocaat, voetballer en politicus
- Fatima Mernissi (1940), schrijfster en sociologe
- Tahar Ben Jelloun (1944), Marokkaans-Frans auteur
- Mohammed Briouel (1954), violist, muziekpedagoog en orkestleider
- Amina Alaoui (1964), zangeres, componist en pianist
- Samira Bouchibti (1970), Nederlands politica
- Mourad Mghizrat (1974), voetballer en trainer
- Tarik Sektioui (1977), voetballer
- Salma Bennani (1978), vrouw van koning Mohammed VI van Marokko
- Mohamed Abicha (1980), beachvolleyballer
- Mehdi Bennani (1983), autocoureur
- Khalid Choukoud (1986), Nederlands atleet
- Adel Taarabt (1989), voetballer
- Youssef En-Nesyri (1997), voetballer